# Краснопавловский поселковый совет Харьковской области
Краснопавловский поселковый совет — входит в состав Лозовского района Харьковской области Украины.
Административный центр поселкового совета находится в пгт Краснопавловка.

## История
- 1972 — дата образования.

## Населённые пункты совета
- пгт Краснопавловка
- село Браиловка
- село Мироновка

### Ликвидированные населённые пункты
- село Добробут
- село Молчаново